# Liste der Kulturdenkmale in Löwenhain
Die Liste der Kulturdenkmale in Löwenhain enthält die Kulturdenkmale im Altenberger Ortsteil Löwenhain. Die Anmerkungen sind zu beachten.
Diese Liste ist eine Teilliste der Liste der Kulturdenkmale in Altenberg. 

Diese Liste ist eine Teilliste der Liste der Kulturdenkmale in Sachsen.

## Legende
- Bild: Bild des Kulturdenkmals, ggf. zusätzlich mit einem Link zu weiteren Fotos des Kulturdenkmals im Medienarchiv Wikimedia Commons. Wenn man auf das Kamerasymbol klickt, können Fotos zu Kulturdenkmalen aus dieser Liste hochgeladen werden:
- Bezeichnung: Denkmalgeschützte Objekte und ggf. Bauwerksname des Kulturdenkmals
- Lage: Straßenname und Hausnummer oder Flurstücknummer des Kulturdenkmals. Die Grundsortierung der Liste erfolgt nach dieser Adresse. Der Link (Karte) führt zu verschiedenen Kartendiensten mit der Position des Kulturdenkmals. Fehlt dieser Link, wurden die Koordinaten noch nicht eingetragen. Sind diese bekannt, können sie über ein Tool mit einer Kartenansicht einfach nachgetragen werden. In dieser Kartenansicht sind Kulturdenkmale ohne Koordinaten mit einem roten bzw. orangen Marker dargestellt und können durch Verschieben auf die richtige Position in der Karte mit Koordinaten versehen werden. Kulturdenkmale ohne Bild sind an einem blauen bzw. roten Marker erkennbar.
- Datierung: Baubeginn, Fertigstellung, Datum der Erstnennung oder grobe zeitliche Einordnung entsprechend des Eintrags in der sächsischen Denkmaldatenbank
- Beschreibung: Kurzcharakteristik des Kulturdenkmals entsprechend des Eintrags in der sächsischen Denkmaldatenbank, ggf. ergänzt durch die dort nur selten veröffentlichten Erfassungstexte oder zusätzliche Informationen
- ID: Vom Landesamt für Denkmalpflege Sachsen vergebene, das Kulturdenkmal eindeutig identifizierende Objekt-Nummer. Der Link führt zum PDF-Denkmaldokument des Landesamtes für Denkmalpflege Sachsen. Bei ehemaligen Kulturdenkmalen können die Objektnummern unbekannt sein und deshalb fehlen bzw. die Links von aus der Datenbank entfernten Objektnummern ins Leere führen. Ein ggf. vorhandenes Icon  führt zu den Angaben des Kulturdenkmals bei Wikidata.

## Löwenhain
| Bild                                    | Bezeichnung                     | Lage                        | Datierung                                 | Beschreibung | ID       |
| --------------------------------------- | ------------------------------- | --------------------------- | ----------------------------------------- | --- | -------- |
| Direkt Bild zu diesem Denkmal hochladen | Wohnstallhaus und Scheune       | Dorfstraße 3 (Karte)        | 1. H. 19. Jh. (Wohnstallhaus und Scheune) | Wohnstallhaus und Scheune eines Zweiseithofes; Wohnstallhaus Obergeschoss Fachwerk, bildprägende Lage, u. a. baugeschichtliche Bedeutung                              | 09277596 |
| Direkt Bild zu diesem Denkmal hochladen | Wohnstallhaus                   | Dorfstraße 13 (Karte)       | 1. Hälfte 19. Jh. (Wohnstallhaus)         | Wohnstallhaus; Obergeschoss Fachwerk, in bildprägender Lage, weitgehend im ursprünglichen Aussehen wiederhergestellt, baugeschichtliche Bedeutung                     | 09277595 |
| Direkt Bild zu diesem Denkmal hochladen | Schule                          | Dorfstraße 30 (Karte)       | Vermutlich 1835                           | Authentisch erhaltenes landschaftstypisches Gebäude, orts-, sozial- und baugeschichtliche Bedeutung                                                                   | 09307039 |
| Direkt Bild zu diesem Denkmal hochladen | Kriegerdenkmal                  | Dorfstraße 30 (vor) (Karte) | nach 1918 (Kriegerdenkmal)                | Kriegerdenkmal für die Gefallenen des Ersten Weltkrieges; ortsgeschichtlich von Bedeutung                                                                             | 09277594 |
| Direkt Bild zu diesem Denkmal hochladen | Wohnstallhaus                   | Dorfstraße 32 (Karte)       | um 1800 (Wohnstallhaus)                   | Wohnstallhaus; bis ins Detail erhaltenes landschaftstypisches Gebäude, u. a. baugeschichtliche Bedeutung                                                              | 09277593 |
| Direkt Bild zu diesem Denkmal hochladen | Dachtragwerk eines Bauernhauses | Dorfstraße 34 (Karte)       | 1704 Dendro (Dachstuhl)                   | Baugeschichtlich wertvoll | 09305011 |
| Direkt Bild zu diesem Denkmal hochladen | Wohnstallhaus                   | Dorfstraße 45 (Karte)       | 1. Hälfte 19. Jh. (Wohnstallhaus)         | Wohnstallhaus; Obergeschoss Fachwerk, in bildprägender Lage, u. a. baugeschichtliche Bedeutung                                                                        | 09277592 |
| Direkt Bild zu diesem Denkmal hochladen | Wohnstallhaus                   | Dorfstraße 48a (Karte)      | vor 1800 (Wohnstallhaus)                  | Wohnstallhaus eines Zweiseithofes; Obergeschoss Fachwerk, zweiriegelig, regionaltypisches Gebäude, hochgradig im Aussehen erhalten, u. a. baugeschichtliche Bedeutung | 09277588 |
| Direkt Bild zu diesem Denkmal hochladen | Wohnstallhaus                   | Dorfstraße 51 (Karte)       | vor 1800 (Wohnstallhaus)                  | Wohnstallhaus; Obergeschoss Fachwerk, zweiriegelig, regionaltypisches Gebäude, hochgradig im Aussehen erhalten, baugeschichtlicher Wert                               | 09277589 |